# Лебяжья (приток Поноя)
Лебяжья (в верхнем течении — Западная Лебяжья; Аккуртвэй) — река в России, течёт по территории Ловозерского района Мурманской области. Устье реки находится на высоте 140 м над уровнем моря в 172 км по левому берегу реки Поной. Длина реки составляет 57 км, площадь водосборного бассейна 714 км².

## Данные водного реестра
По данным государственного водного реестра России относится к Баренцево-Беломорскому бассейновому округу, водохозяйственный участок реки — река Поной. Речной бассейн реки — бассейны рек Кольского полуострова и Карелии, впадает в Белое море.
Код объекта в государственном водном реестре — 02020000112101000006411.